# Gibbium psylloides
Gibbium psylloides är en skalbaggsart som först beskrevs av Czenpinski 1778. Enligt Catalogue of Life ingår Gibbium psylloides i släktet Gibbium och familjen Ptinidae, men enligt Dyntaxa är tillhörigheten istället släktet Gibbium och familjen trägnagare. Arten förekommer tillfälligt i Sverige, men reproducerar sig inte. Inga underarter finns listade i Catalogue of Life.

## Bildgalleri

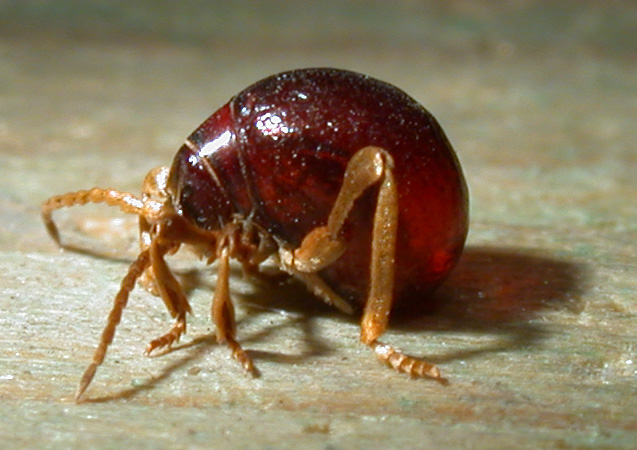
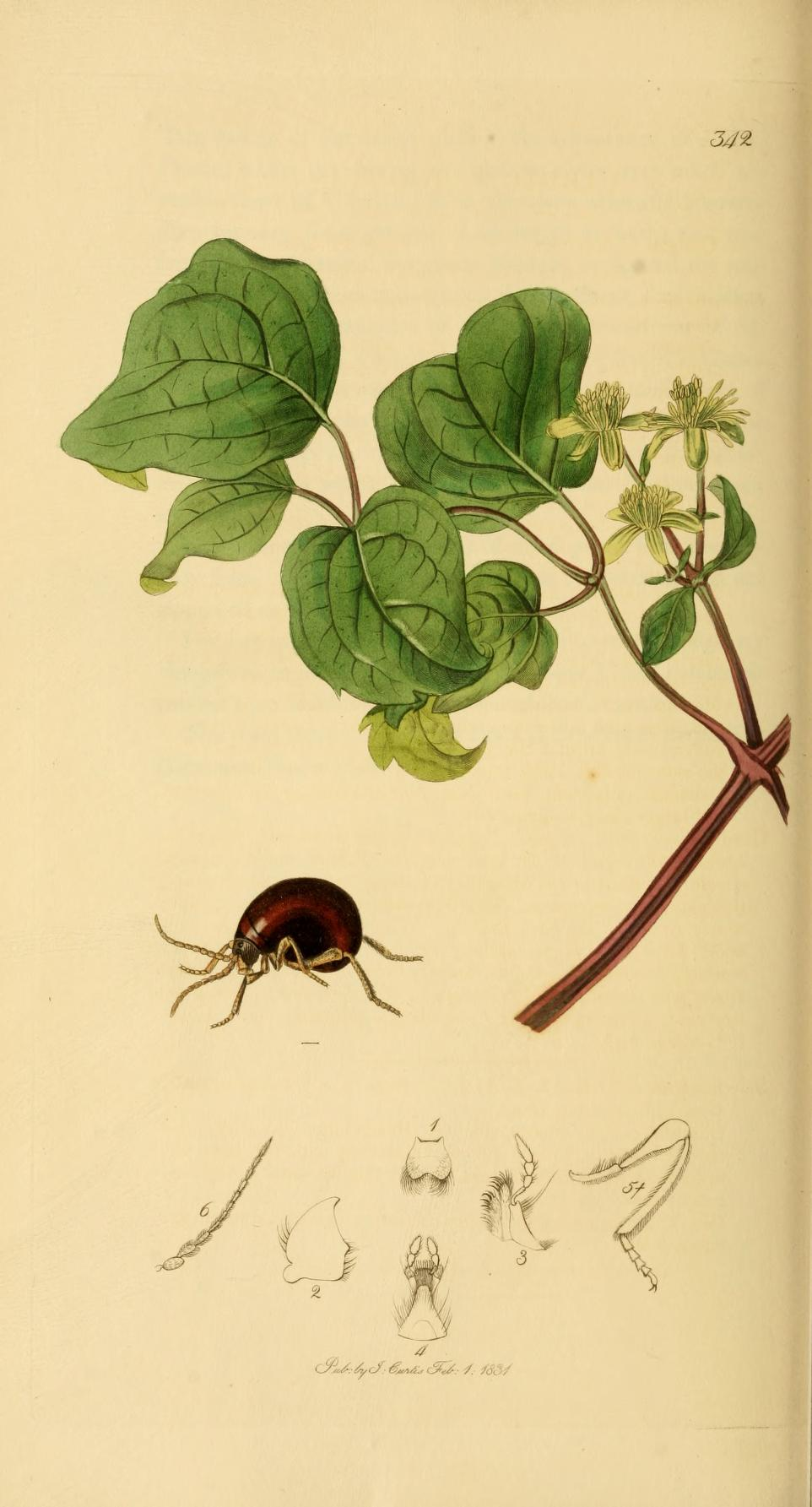
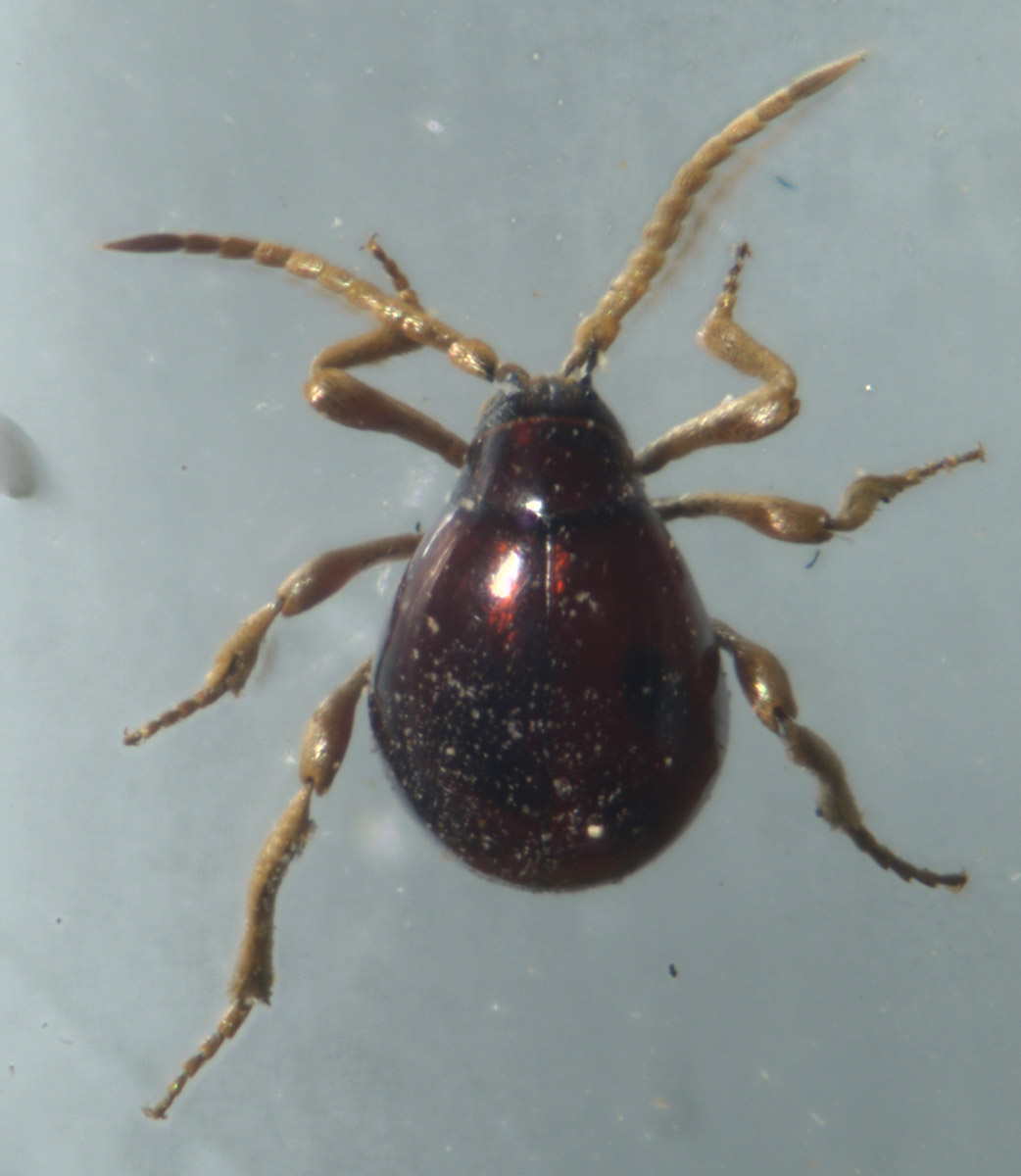
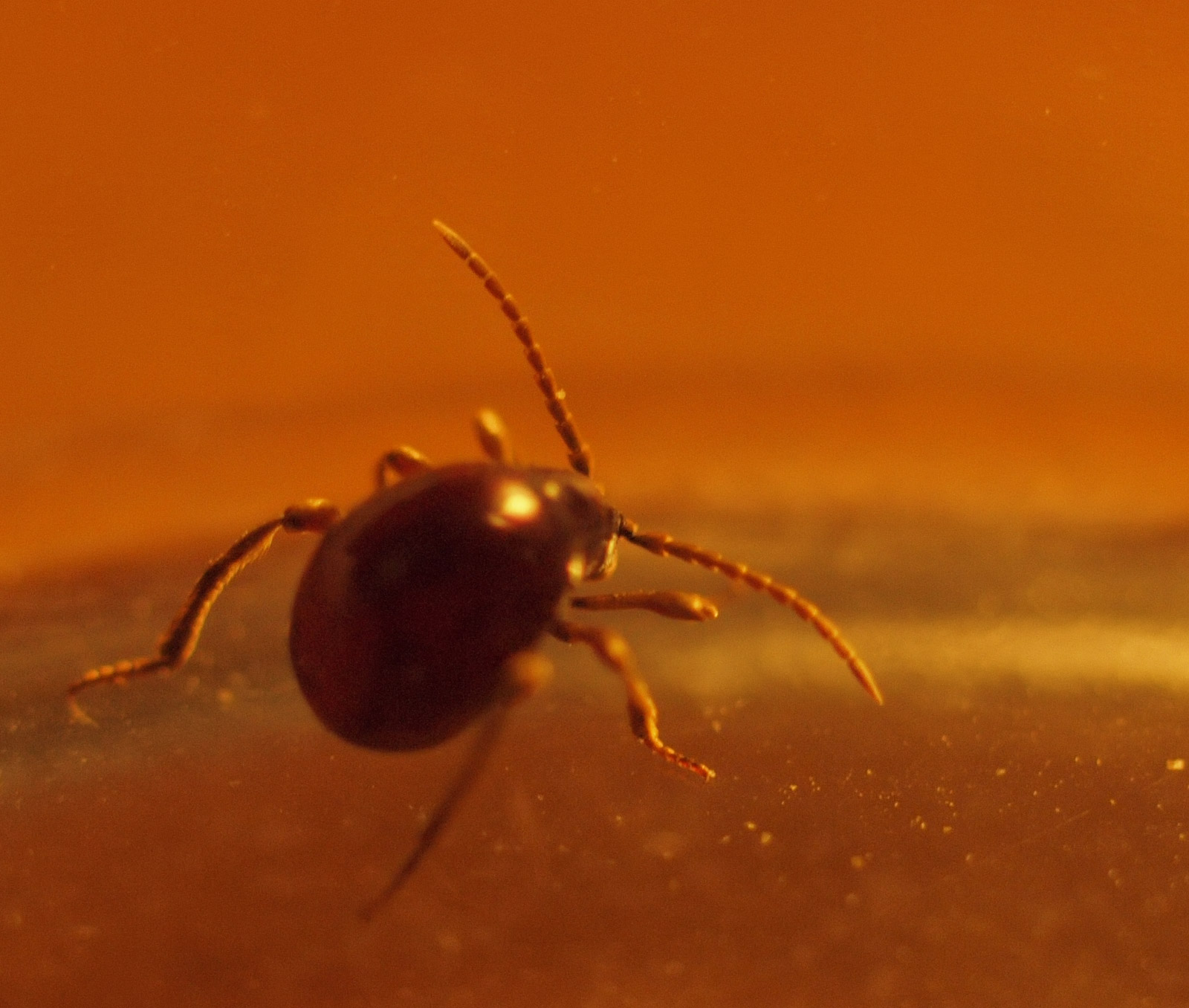
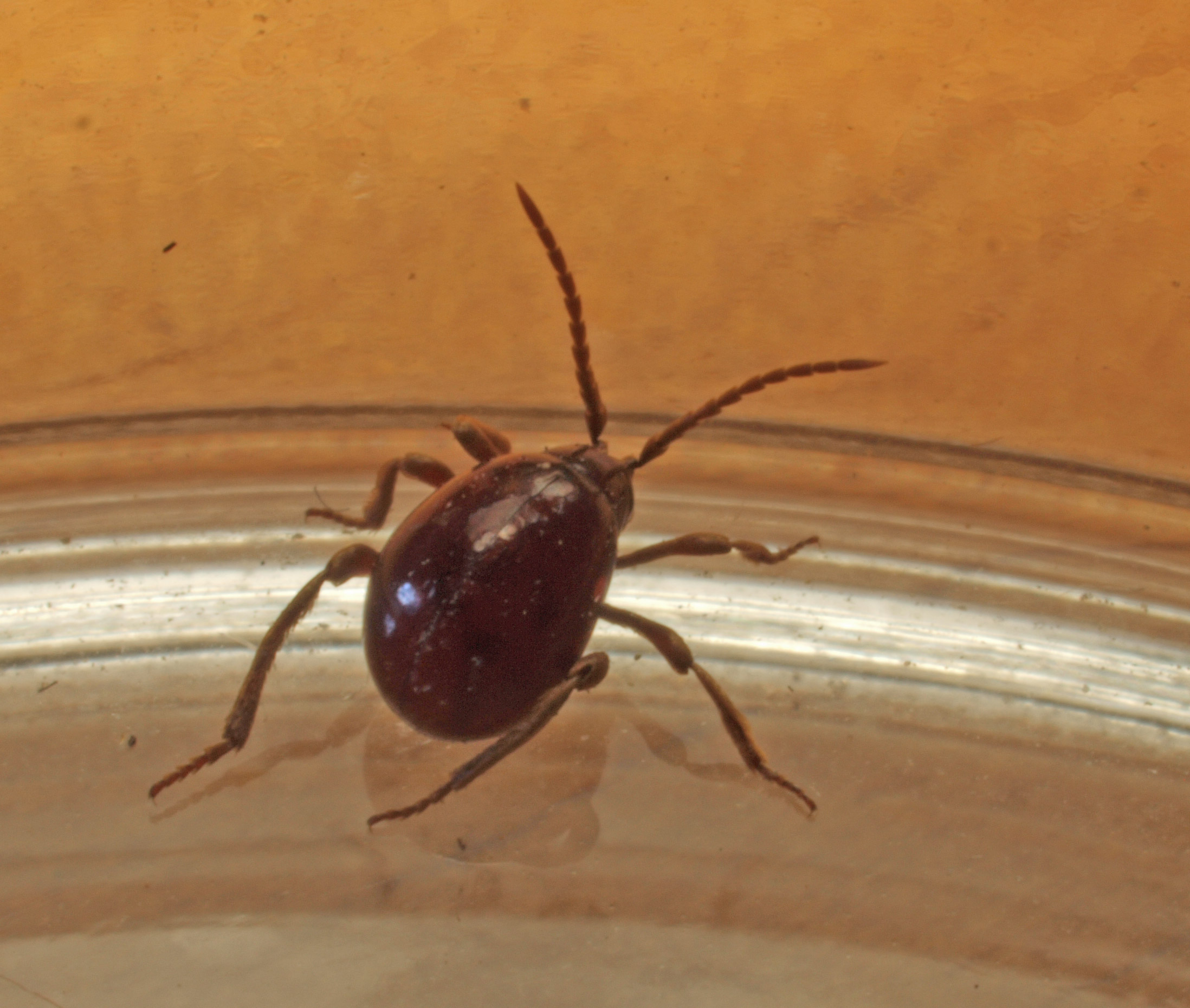
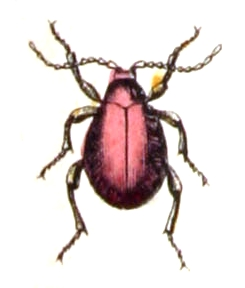